# DDR-Leichtathletik-Meisterschaften 1979
Die DDR-Leichtathletik-Meisterschaften wurden 1979 zum 30. Mal ausgetragen und fanden vom 9. bis 12. August im Karl-Marx-Städter Ernst-Thälmann-Stadion statt. Die Meisterschaft diente als letzte Generalprobe für den in gut zwei Wochen später ausgetragenen Leichtathletik-Weltcup in Montreal.
Bei den Männern gelang es sieben Athleten (Straub (1500 m), Munkelt (110 m Hürden), Konow (400 m Hürden), Beilschmidt (Hoch), Beyer (Kugel), Schmidt (Diskus) und Steuk (Hammer)) ihren Titel aus dem Vorjahr zu verteidigen, was bei den Frauen fünf Athletinnen (Göhr (100 m), Weiß (800 m), Voigt (Weit), Jahl (Diskus) und Fuchs (Speer)) gelang.
Die Hallenserin Marion Hübner stellte als Drittplatzierte im 800-Meter-Lauf einen neuen Junioren-Europarekord auf. Dies blieb der einzige Rekord bei diesen Meisterschaften, was auch auf die nasskalten Wetterbedingungen zurückzuführen war.
Die Ehrenpreise des Generalsekretärs des ZK der SED und Vorsitzenden des Staatsrates der DDR, Erich Honecker, für die beste Leistung der Meisterschaften erhielten bei den Frauen Marita Koch für ihren 200-Meter-Lauf und bei den Männern der Weitspringer Lutz Dombrowski.
Wie üblich wurden aus zeitlichen oder organisatorischen Gründen verschiedene Wettbewerbe aus dem Programm der in Karl-Marx-Stadt stattfindenden Hauptveranstaltung ausgelagert und an andere Orte zu anderen Terminen vergeben. In diesem Jahr waren dies der 10.000-Meter-Lauf, der Marathonlauf, das 50-km-Gehen und wie jedes Jahr die Crossläufe.
Die erfolgreichsten Athleten in diesem Jahr waren mit zwei gewonnenen Goldmedaillen der Magdeburger Sprinter Olaf Prenzler und der Karl-Marx-Städter Langstreckenläufer Ralf Pönitzsch. Mit insgesamt 7 Gold-, 2 Silber- und 7 Bronzemedaillen war der ASK Vorwärts Potsdam die erfolgreichste Mannschaft der Meisterschaften.

## Hauptveranstaltung

### Männer
| Disziplin        | Gold                                                                      | Gold        | Silber                                                                      | Silber      | Bronze                                                                              | Bronze      |
| 0100 m           | Olaf Prenzler SC Magdeburg                                                | 10,31 s     | Klaus-Dieter Kurrat ASK Vorwärts Potsdam                                    | 10,43 s     | Detlef Kübeck SC Traktor Schwerin                                                   | 10,49 s     |
| 0200 m           | Bernhard Hoff SC Chemie Halle                                             | 20,84 s     | Olaf Prenzler SC Magdeburg                                                  | 20,89 s     | Klaus-Dieter Kurrat ASK Vorwärts Potsdam                                            | 20,91 s     |
| 0400 m           | Frank Schaffer ASK Vorwärts Potsdam                                       | 45,73 s     | Manfred Konow SC Traktor Schwerin                                           | 45,94 s     | Frank Richter SC DHfK Leipzig                                                       | 45,98 s     |
| 0800 m           | Olaf Beyer ASK Vorwärts Potsdam                                           | 1:46,5 min  | Detlef Wagenknecht SC Dynamo Berlin                                         | 1:47,2 min  | Andreas Hauck ASK Vorwärts Potsdam                                                  | 1:47,4 min  |
| 1500 m           | Jürgen Straub ASK Vorwärts Potsdam                                        | 3:38,4 min  | Hansjörg Kunze SC Empor Rostock                                             | 3:40,1 min  | Andreas Busse SC Einheit Dresden                                                    | 3:40,7 min  |
| 5000 m           | Ralf Pönitzsch SC Karl-Marx-Stadt                                         | 13:26,9 min | Jörg Peter SC Einheit Dresden                                               | 13:27,4 min | Werner Schildhauer SC Chemie Halle                                                  | 13:30,1 min |
| 110 m Hürden     | Thomas Munkelt SC DHfK Leipzig                                            | 13,60 s     | Thomas Dittrich SC Karl-Marx-Stadt                                          | 13,84 s     | Andreas Schlißke SC Karl-Marx-Stadt                                                 | 13,85 s     |
| 400 m Hürden     | Manfred Konow SC Traktor Schwerin                                         | 50,68 s     | Andreas Münch SC Turbine Erfurt                                             | 51,00 s     | Uwe Ackermann SC Karl-Marx-Stadt                                                    | 51,32 s     |
| 3000 m Hindernis | Ralf Pönitzsch SC Karl-Marx-Stadt                                         | 8:37,2 min  | Hagen Melzer SC Einheit Dresden                                             | 8:41,0 min  | Andreas Garack SC Cottbus                                                           | 8:41,7 min  |
| 4 × 100 m        | SC Magdeburg Olaf Prenzler Lutz Jaenicke Andreas Kühne Dieter Krüger      | 40,10 s     | SC Dynamo Berlin Frank Hollender Karsten Hill Detlef Burdack Siegmar Lathan | 40,42 s     | ASK Vorwärts Potsdam Uwe Barucha Klaus-Dieter Kurrat Christian Neubert Frank Möller | 40,45 s     |
| 4 × 400 m        | SC DHfK Leipzig Andreas Neuber Enrico Becker Matthias Pohle Frank Richter | 3:07,2 min  | SC Cottbus Michael Schneider Erhard Knothe Udo Bauer Jörg Hanniske          | 3:08,2 min  | ASK Vorwärts Potsdam Klaus Thiele Frank Schaffer Olaf Beyer Andreas Hauck           | 3:08,8 min  |
| 20-km-Gehen      | Fred Sparmann ASK Vorwärts Potsdam                                        | 1:25:24,8 h | Mario Kerber ASK Vorwärts Potsdam                                           | 1:25:41,3 h | Werner Heyer SC Dynamo Berlin                                                       | 1:26:11,5 h |
| Hochsprung       | Rolf Beilschmidt SC Motor Jena                                            | 2,28 m      | Gerd Wessig SC Traktor Schwerin                                             | 2,19 m      | Edgar Kirst SC Dynamo Berlin                                                        | 2,16 m      |
| Stabhochsprung   | Axel Weber SC Motor Jena                                                  | 5,20 m      | Dirk Eckardt SC Motor Jena                                                  | 5,00 m      | Hans-Jürgen Elbel ASK Vorwärts Potsdam                                              | 5,00 m      |
| Weitsprung       | Lutz Dombrowski SC Karl-Marx-Stadt                                        | 8,11 m      | Frank Paschek TSC Berlin                                                    | 7,84 m      | Lutz Franke SC DHfK Leipzig                                                         | 7,83 m      |
| Dreisprung       | Klaus Hufnagel SC Magdeburg                                               | 16,15 m     | Heiko Fermumm SC Karl-Marx-Stadt                                            | 15,78 m     | Joachim Lukowsky TSC Berlin                                                         | 15,65 m     |
| Kugelstoßen      | Udo Beyer ASK Vorwärts Potsdam                                            | 21,12 m     | Hans-Jürgen Jacobi SC Turbine Erfurt                                        | 20,21 m     | Wolfgang Schmidt SC Dynamo Berlin                                                   | 19,93 m     |
| Diskuswurf       | Wolfgang Schmidt SC Dynamo Berlin                                         | 66,26 m     | Hans-Jürgen Jacobi SC Turbine Erfurt                                        | 64,84 m     | Armin Lemme SC Magdeburg                                                            | 63,18 m     |
| Hammerwurf       | Roland Steuk TSC Berlin                                                   | 75,94 m     | Tobias Stopat SC Karl-Marx-Stadt                                            | 73,16 m     | Bernhard Ullrich SC Magdeburg                                                       | 68,72 m     |
| Speerwurf        | Detlef Michel TSC Berlin                                                  | 88,26 m     | Detlef Fuhrmann SC Chemie Halle                                             | 83,52 m     | Karl Heller SC Dynamo Berlin                                                        | 82,62 m     |
| Zehnkampf        | Steffen Grummt SC Motor Jena                                              | 7576 Punkte | Wolfgang Kühne SC Chemie Halle                                              | 7487 Punkte | Wolfgang Lindner ASK Vorwärts Potsdam                                               | 7441 Punkte |

### Frauen

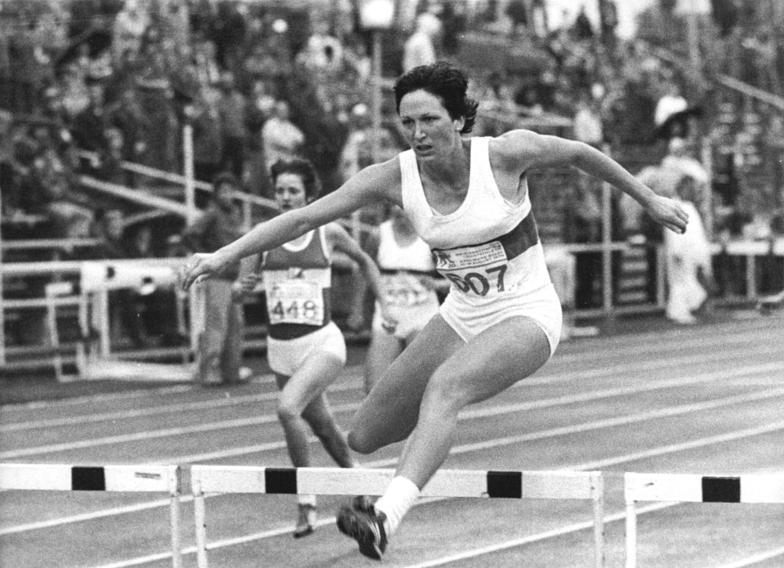
Endlauf über 400 Meter Hürden mit Bärbel Klepp und Petra Pfaff.

| Disziplin    | Gold                                                                          | Gold        | Silber                                                                     | Silber      | Bronze                                                                     | Bronze      |
| 0100 m       | Marlies Göhr SC Motor Jena                                                    | 11,09 s     | Christina Brehmer SC Dynamo Berlin                                         | 11,20 s     | Ingrid Auerswald SC Motor Jena                                             | 11,38 s     |
| 0200 m       | Marita Koch SC Empor Rostock                                                  | 22,05 s     | Marlies Göhr SC Motor Jena                                                 | 22,90 s     | Romy Schneider SC Dynamo Berlin                                            | 23,19 s     |
| 0400 m       | Gabriele Kotte SC Einheit Dresden Christina Brehmer SC Dynamo Berlin          | 50,70 s     | –                                                                          | –           | Brigitte Köhn SC Neubrandenburg                                            | 51,16 s     |
| 0800 m       | Anita Weiß SC Neubrandenburg                                                  | 1:58,7 min  | Hildegard Ullrich SC Turbine Erfurt                                        | 1:58,8 min  | Marion Hübner SC Chemie Halle                                              | 1:59,7 min  |
| 1500 m       | Christiane Wartenberg SC Chemie Halle                                         | 4:05,4 min  | Hildegard Ullrich SC Turbine Erfurt                                        | 4:07,1 min  | Beate Liebich SC Turbine Erfurt                                            | 4:07,5 min  |
| 100 m Hürden | Kerstin Claus SC DHfK Leipzig                                                 | 12,87 s     | Regina Beyer SC Cottbus                                                    | 13,02 s     | Bettine Gärtz SC Karl-Marx-Stadt                                           | 13,43 s     |
| 400 m Hürden | Bärbel Klepp SC Magdeburg                                                     | 55,92 s     | Petra Pfaff SC Cottbus                                                     | 56,46 s     | Hildegard Ullrich SC Turbine Erfurt                                        | 57,16 s     |
| 4 × 100 m    | SC Turbine Erfurt Kathrin Böhme Marion Böhmer Anneliese Hirsch Siegrun Siegl  | 44,16 s     | SC Magdeburg Hufnagel Bärbel Klepp Angela Kaebel Heidrun Giggel            | 46,08 s     | –                                                                          | –           |
| 4 × 400 m    | SC Turbine Erfurt Kerstin Kusche Hildegard Ullrich Beate Liebich Sabine Busch | 3:37,1 min  | SC Magdeburg Heidrun Giggel Bärbel Klepp Karla Eberding Cornelia Feuerbach | 3:40,3 min  | SC DHfK Leipzig Heidi Kopittke Katrin Dörre Steffi Hieronimus Bettina Popp | 3:44,4 min  |
| Hochsprung   | Rosemarie Ackermann SC Cottbus                                                | 1,92 m      | Kristine Nitzsche SC Cottbus                                               | 1,89 m      | Kerstin Dedner SC Empor Rostock Andrea Reichstein SC DHfK Leipzig          | 1,86 m      |
| Weitsprung   | Angela Voigt SC Magdeburg                                                     | 6,68 m      | Helga Radtke SC Empor Rostock                                              | 6,63 m      | Ramona Neubert SC Einheit Dresden                                          | 6,44 m      |
| Kugelstoßen  | Ilona Slupianek SC Dynamo Berlin                                              | 21,39 m     | Margitta Pufe SC Motor Jena                                                | 21,16 m     | Marianne Adam SC Dynamo Berlin                                             | 21,04 m     |
| Diskuswurf   | Evelin Jahl ASK Vorwärts Potsdam                                              | 68,04 m     | Margitta Pufe SC Motor Jena                                                | 65,54 m     | Martina Opitz SC DHfK Leipzig                                              | 64,52 m     |
| Speerwurf    | Ruth Fuchs SC Motor Jena                                                      | 66,50 m     | Ute Hommola SC Karl-Marx-Stadt                                             | 61,02 m     | Ute Richter SC Einheit Dresden                                             | 57,92 m     |
| Fünfkampf    | Burglinde Pollak ASK Vorwärts Potsdam                                         | 4516 Punkte | Christine Laser SC Turbine Erfurt                                          | 4393 Punkte | Margit Ader SC Traktor Schwerin                                            | 4157 Punkte |

## Ausgelagerte Wettbewerbe
Wie üblich wurden aus zeitlichen oder organisatorischen Gründen verschiedene Wettbewerbe nicht im Rahmen der in Karl-Marx-Stadt stattfindenden Hauptveranstaltung ausgetragen.
Terminkalender der ausgelagerten Wettbewerbe in chronologischer Reihenfolge:
- Crosslauf: Bad Wilsnack, 4. März
- 10.000-Meter-Lauf, Marathonlauf und 50-km-Gehen: Leipzig, 7. bis 8. Juli

### Männer
| Disziplin                      | Gold                                | Gold        | Silber                                | Silber      | Bronze                                            | Bronze      |
| 10.000 m                       | Waldemar Cierpinski SC Chemie Halle | 28:54,0 min | Jürgen Bär SC DHfK Leipzig            | 29:07,7 min | Lutz Obschonka SC Einheit Dresden                 | 29:13,5 min |
| Marathon                       | Hans-Joachim Truppel SC Motor Jena  | 2:20:02 h   | Jürgen Eberding SC Magdeburg          | 2:24:05 h   | Dietmar Knies HSG KMU Leipzig                     | 2:27:55 h   |
| 50-km-Gehen                    | Hartwig Gauder SC Turbine Erfurt    | 4:01:20 h   | Horst-Joachim Matern SC Dynamo Berlin | 4:03:39 h   | Fred Sparmann ASK Vorwärts Potsdam                | 4:06:44 h   |
| Crosslauf Mittelstrecke – 4 km | Johannes Ehmcke SC Turbine Erfurt   | 11:03,3 min | Werner Schildhauer SC Chemie Halle    | 11:08,5 min | Götz Lindenberg BSG Halbleiterwerk Frankfurt/Oder | 11:12,0 min |
| Crosslauf Langstrecke – 12 km  | Lutz Obschonka SC Einheit Dresden   | 32:25,2 min | Jörg Peter SC Einheit Dresden         | 32:36,6 min | Hagen Melzer SC Einheit Dresden                   | 32:36,9 min |

### Frauen
| Disziplin      | Gold                           | Gold       | Silber                          | Silber     | Bronze                         | Bronze     |
| Crosslauf 2 km | Ursula Sauer SC Turbine Erfurt | 6:17,3 min | Angelika Kuhse SC Dynamo Berlin | 6:28,0 min | Verena Nöllgen SC DHfK Leipzig | 6:38,4 min |

## Medaillenspiegel

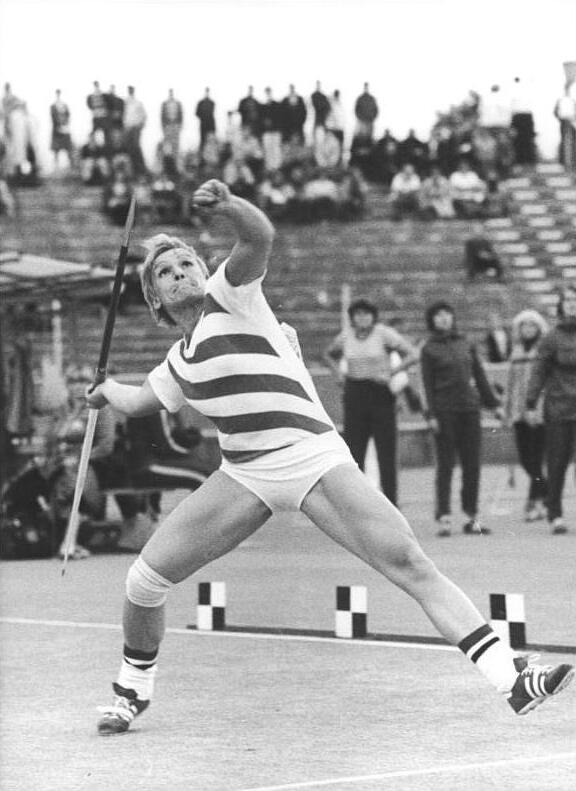
Ruth Fuchs sicherte sich ihren zehnten Titel im Speerwurf.

Der Medaillenspiegel umfasst die Medaillengewinner und -gewinnerinnen aller Wettbewerbe.
| Platz | Verein | Verein                            | Gold | Silber | Bronze | Gesamt |
| 01    |        | ASK Vorwärts Potsdam              | 7    | 2      | 7      | 16     |
| 02    |        | SC Motor Jena                     | 6    | 4      | 1      | 11     |
| 03    |        | SC Turbine Erfurt                 | 5    | 6      | 2      | 13     |
| 04    |        | SC Magdeburg                      | 5    | 4      | 2      | 11     |
| 05    |        | SC Dynamo Berlin                  | 3    | 5      | 6      | 14     |
| 06    |        | SC Karl-Marx-Stadt                | 3    | 4      | 3      | 10     |
| 07    |        | SC Chemie Halle                   | 3    | 3      | 2      | 08     |
| 08    |        | SC DHfK Leipzig                   | 3    | 1      | 6      | 10     |
| 09    |        | SC Einheit Dresden                | 2    | 3      | 5      | 10     |
| 10    |        | TSC Berlin                        | 2    | 1      | 1      | 04     |
| 11    |        | SC Cottbus                        | 1    | 4      | 1      | 06     |
| 12    |        | SC Traktor Schwerin               | 1    | 2      | 2      | 05     |
| 13    |        | SC Empor Rostock                  | 1    | 2      | 1      | 04     |
| 14    |        | SC Neubrandenburg                 | 1    | –      | 1      | 02     |
| 15    |        | BSG Halbleiterwerk Frankfurt/Oder | –    | –      | 1      | 01     |
| 15    |        | HSG KMU Leipzig                   | –    | –      | 1      | 01     |
|       | Total  | Total                             | 43   | 41     | 42     | 126    |

## Randnotizen
Traditionell wurden im Rahmen der Meisterschaften erfolgreiche Athleten vergangener Jahre feierlich aus der Nationalmannschaft verabschiedet. Unter ihnen befanden sich Carla Bodendorf und Jochen Sachse.